# Il·lustració científica

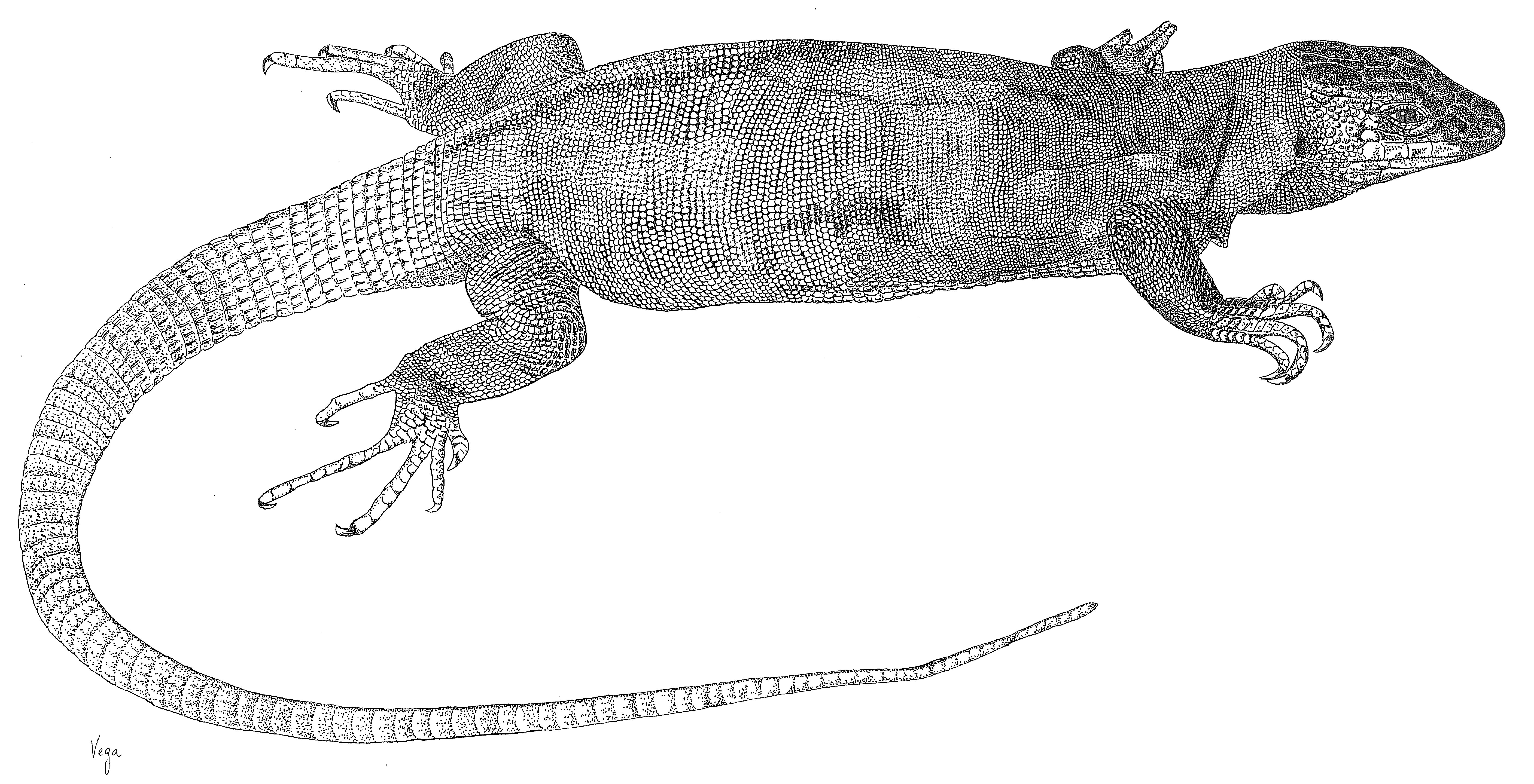
Gallotia simonyi, exemple d'il·lustració científica.

La il·lustració científica és l'ús de la il·lustració gràfica per a descriure analíticament els aspectes científics de la natura. És un treball conjunt entre científics i il·lustradors i té com a finalitat explicar l'aspecte, l'estructura o bé el comportament d'allò que es representa, sense necessàriament crear una obra de gran valor estètic. No obstant, molts treballs són considerats veritables obres d'art.
Sovint l'il·lustrador té preparació científica i artística o tècnica alhora.
La il·lustració científica era bàsica abans del desenvolupament de la fotografia per descriure, per exemple, les espècies d'animals i plantes que s'anaven descobrint a les expedicions científiques dels segles xv al xix.
Actualment segueix tenint importància per a complementar allò que no es veu en una fotografia, o bé que se li vol donar més èmfasi. També és molt útil per a mostrar imatges microscòpiques, de medicina, i d'astronomia, entre d'altres. La il·lustració tècnica, sovint fa servir criteris científics per descriure principis de l'enginyeria i de les diferents tecnologies.

## Tècniques
Les tècniques que es fan servir per a la realització d'il·lustracions científiques són les mateixes que les que es fan servir per qualsevol treball artístic.
Tradicionalment, però, les tècniques més usuals són la tinta xinesa i l'aquarel·la. Actualment es fan servir també les eines informàtiques.
Per a la il·lustració de plantes s'utilitza el frottage.